# ドゥラッツァーノ
ドゥラッツァーノ（イタリア語: Durazzano）は、イタリア共和国カンパニア州ベネヴェント県にある、人口約2,200人の基礎自治体（コムーネ）。

## 地理

### 位置・広がり
ベネヴェント県のコムーネ。県都ベネヴェントから西南西へ29kmの距離にある。

#### 隣接コムーネ
隣接するコムーネは以下の通り。括弧内のCEはカゼルタ県所属を示す。
- チェルヴィーノ (CE)
- サンターガタ・デ・ゴーティ
- サンタ・マリーア・ア・ヴィーコ (CE)
- ヴァッレ・ディ・マッダローニ (CE)

## 行政

### 分離集落
ドゥラッツァーノには、以下の分離集落（フラツィオーネ）がある。
- Casanova, San Giorgio, Cirigliano